# L. A. Park
Pour le catcheur appelé La Parka, voir Jesus Alfonso Huerta Escoboza.
Adolfo Tapia Ibarra, plus connu sous le nom de LA Park, est un catcheur mexicain né le 14 novembre 1965 à Querétaro.
Il est actuellement à la Asistencia Asesoria y Administracion (AAA).

## Carrière

### World Championship Wrestling (1996-2000)
Il est l'un des premiers luchadors qui combat aux États-Unis à la WCW. Lors de son premier match, il perd avec Psychosis contre Konnan et Rey Mysterio Jr.

### Deuxième retour à la AAA (2018-...)
Le 25 août 2018 lors de Triplemania XXVI, il gagne avec Pentagón Jr. et Psycho Clown contre El Hijo del Fantasma et conserve donc son masque contrairement à Fantasma qui se fait démasquer.

## Pseudonyme
Le 13 janvier 2020, Adolfo Ibarra décide de ne pas reprendre le nom de La Parka en hommage à Jesus Alfonso Huerta Escoboza, décédé le 11 janvier, qui catchait alors sous ce nom à la Lucha Libre AAA Worldwide,.

## Palmarès
- Alianza Universal de Lucha Libre
  - Copa Universo (2015)
- Asistencia Asesoria y Administracion
  - Campeonato Latinoamericano de AAA (1 fois)
  - IWC World Heavyweight Championship (2 fois)
  - IWC World Hardcore Championship (1 fois actuel)
  - Mexican National Light Heavyweight Championship (4 fois)
- Colosal
  - Copa Frontera (2014) - avec Máscara Sagrada aet Octagón
- Consejo Mundial de Lucha Libre
  - CMLL World Tag Team Championship (1 fois) – avec Shocker
- Independent Wrestling Revolution
  - IWR Heavyweight Championship (1 fois, actuelt)
- Generacion XXI
  - G21 Heavyweight Championship (1 fois, actuel)
- International Wrestling League
  - IWL World Heavyweight Championship (1 fois)
- World Wrestling Association
  - WWA Light Heavyweight Championship (2 fois)
- Xtreme Latin American Wrestling
  - X–LAW Xtreme Heavyweight Championship (2 fois, actuel)
- Xtreme Warriors Wrestling
  - XWW Universal Championship (1 fois, actuel)
- Autres accomplissements
  - Copa el Mexicano (2011)
  - Distrito Federal Light Heavyweight Championship (1 fois)
  - European Middleweight Championship (2 fois

## Lucha de Apuestas
| Vainqueur (enjeu)            | Perdant (enjeu)               | Lieux                               | Show             | Date              | Notes |
| ---------------------------- | ----------------------------- | ----------------------------------- | ---------------- | ----------------- | ----- |
| Clímax II (masque)           | El Minero (masque)            | Mexico, Mexique                     | Live event       | 17 février 1985   |       |
| Astro de Oro (mask)          | El Asesino de Tepito (masque) | Guatemala, Guatemala                | Live event       | 1988              |       |
| Principe Island (masque)     | Gran Cóndor (masque)          | Inconnu                             | Live event       | inconnue          |       |
| Principe Island (masque)     | Gran Cóndor (cheveux)         | Inconnu                             | Live event       | inconnue          |       |
| Principe Island (masque)     | Príncipe Judas (masque)       | Inconnu                             | Live event       | inconnue          |       |
| Principe Island (masque)     | Guerrero Negro (masque)       | Inconnu                             | Live event       | inconnue          |       |
| Principe Island (masque)     | Bestia Negra I (masque)       | Inconnu                             | Live event       | inconnue          |       |
| El Hijo del Santo (masque)   | Principe Island (masque)      | Apatlaco, État de Mexico            | Live event       | 21 novembre 1987  |       |
| Stuka (masque)               | Invasor del Norte I (masque)  | Monterrey, Nuevo León               | Live event       | 26 juin 1991      |       |
| Principe Island (cheveux)    | Bestia Negra I (cheveux)      | Unknown                             | Live event       | 2 novembre 1991   |       |
| Panterita del Ring (cheveux) | Principe Island (cheveux)     | Monterrey, Nuevo León               | Live event       | 1992              |       |
| La Parka (masque)            | Arandú (cheveux)              | Nuevo Laredo, Tamaulipas            | Live event       | 23 octobre 1995   |       |
| La Parka (masque)            | Pierroth, Jr. (masque)        | Nuevo Laredo, Tamaulipas            | Live event       | 20 juillet 1998   |       |
| La Parka (masque)            | Wolf (masque)                 | Reynosa, Tamaulipas                 | Live event       | 20 septembre 1998 |       |
| La Parka (masque)            | Gran Markus, Jr. (cheveux)    | Nuevo Laredo, Tamaulipas            | Live event       | 17 juillet 2000   |       |
| La Parka (masque)            | Shiryu Dragon (masque)        | Guadalajara, Jalisco                | Live event       | 2001              |       |
| La Parka (masque)            | El Dandy (cheveux)            | Nuevo Laredo, Tamaulipas            | Live event       | 4 juin 2001       |       |
| La Parka (masque)            | Huracán Ramírez Jr. (masque)  | Monclova, Coahuila                  | Live event       | 25 juin 2001      |       |
| La Parka (masque)            | Damián 666 (cheveux)          | Tijuana, Baja California            | Live event       | 21 décembre 2001  |       |
| La Parka (masque)            | Nicho el Millonario (cheveux) | Tijuana, Baja California            | Live event       | 8 octobre 2004    |       |
| La Parka (masque)            | Super Parka (cheveux)         | Tijuana, Baja California            | Live event       | 27 mai 2005       |       |
| La Parka (masque)            | Diluvio Negro II (masque)     | Monterrey, Nuevo León               | Live event       | 17 juillet 2005   |       |
| La Parka (masque)            | Black Tiger III (masque)      | Torreón, Coahuila                   | Live event       | 4 février 2007    |       |
| La Parka (masque)            | Villano III (cheveux)         | Mexico, Mexique                     | Live event       | 5 mai 2007        |       |
| La Parka (masque)            | Máscara Año 2000 (cheveux)    | Cuernavaca, Morelos                 | Live event       | 1er novembre 2007 |       |
| La Parka (masque)            | Pierroth (cheveux)            | Xalapa, Veracruz                    | Live event       | 15 novembre 2007  |       |
| La Parka (masque)            | Silver King (cheveux)         | Tlalnepantla de Baz, État de Mexico | Live event       | 19 décembre 2007  |       |
| La Parka (masque)            | Guerrero Rojo (masque)        | Mexicali, Baja California           | Live event       | 21 septembre 2008 |       |
| La Parka (masque)            | Matematico, Jr. (masque)      | Monterrey, Nuevo León, Mexico       | Live event       | 1er novembre 2009 |       |
| La Parka (masque)            | El Mesías (cheveux)           | Mexico, Mexique                     | Triplemanía XIX  | 28 juin 2011      |       |
| La Parka (masque)            | El Hijo Del Fantasma (masque) | Mexico, Mexique                     | Triplemanía XXVI | 25 août 2018      |       |

## Récompenses des magazines
- Pro Wrestling Illustrated

| Année | 1994 | 1995       | 1996 | 1997 | 1998       | 1999 | 2000 | 2001 | 2002 | 2003 | 2004 | 2005 | 2006 | 2007 | 2008 | 2009 | 2010 | 2011 | 2012 | 2013 | 2014 | 2015 | 2016 | 2017       | 2018 | 2019 | 2020 | 2021 | 2022 | 2023 |
| ----- | ---- | ---------- | ---- | ---- | ---------- | ---- | ---- | ---- | ---- | ---- | ---- | ---- | ---- | ---- | ---- | ---- | ---- | ---- | ---- | ---- | ---- | ---- | ---- | ---------- | ---- | ---- | ---- | ---- | ---- | ---- |
| Rang  | 229  | Non classé | 73   | 61   | Non classé | 89   | 131  | 104  | 44   | 52   | 38   | 35   | 75   | 68   | 212  | 109  | 148  | 112  | 19   | 123  | 284  | 193  | 260  | Non classé | 305  | 180  | 146  | 196  | 265  | 228  |